# Volta a Turquia
El Presidential Cycling Tour of Turkey o Volta a Turquia (en turc Cumhurbaşkanlığı Türkiye Bisiklet Turu) és una competició ciclista per etapes que es disputa anualment a Turquia. La cursa formà part de l'UCI Europa Tour, amb una categoria 2.1 fins al 2009 i 2.HC des del 2010. Al 2017 va entrar al calendari de l'UCI World Tour.

## Palmarès
| Any  | Vencedor                    | Segon                      | Tercer                      |
| ---- | --------------------------- | -------------------------- | --------------------------- |
| 1965 | Rifat Çalışkan              |                            |                             |
| 1966 | Ivan Bobekov                | Dimitar Kotev              | Edward Weckx                |
| 1967 | Dimitar Kotev               | Rifat Çalışkan             | Roman Humenberger           |
| 1968 | Alexandre Kulibin           | Jindřich Marek             | Gainan Saidkhujin           |
| 1969 | Gainan Saidkhujin           | Borís Xúkhov               | Alexandre Kulibin           |
| 1970 | Slavcho Nikolov             |                            |                             |
| 1971 | Constantin Ciocan           |                            |                             |
| 1972 | Andrzej Karbowiak           |                            |                             |
| 1973 | Ali Hüryılmaz               |                            |                             |
| 1974 | Seyit Kırmızı               |                            |                             |
| 1975 | Ali Hüryılmaz               | André De Wolf              | Yusuf Ecevit                |
| 1976 | Wladimir Ossokin            |                            |                             |
| 1977 | Vladimir Shapovalov         |                            |                             |
| 1978 | Vlastibor Konečný           |                            |                             |
| 1979 | Jiří Škoda                  |                            |                             |
| 1980 | Juri Kaschirin              |                            |                             |
| 1981 | Grozyo Kalchev              |                            | Hasan Can                   |
| 1982 | Zbigniew Szczepkowski       | Lechosław Michalak         | Dainis Liepiņš              |
| 1983 | Mircea Romascanu            |                            |                             |
| 1984 | Nentcho Staykov             | Hristo Zaykov              | Jozef Gašpar                |
| 1985 | Mieczyslaw Poreba           |                            |                             |
| 1986 | Jerzy Świnoga               |                            |                             |
| 1987 | Aleksandr Krasnov           |                            |                             |
| 1988 | Igor Nechayev               |                            |                             |
| 1989 | Kanellos Kanellopoulos      |                            |                             |
| 1990 | Vitali Tolkatchev           | Vadim Kràvtxenko           | Skip Spangenburg            |
| 1991 | Róbert Glajza               | Vasile Mitrache            | Michael Glöckner            |
| 1992 | Stefan Steinweg             |                            |                             |
| 1993 | Ivan Stanchev               |                            |                             |
| 1994 | Krystian Zajdel             |                            |                             |
| 1995 | Andrei Kivilev              | Vadim Kràvtxenko           | Serguei Lavrenenko          |
| 1996 | Dimitar Dimitrov Gospodinov | Ivailo Gabrovski           | Nadir Yavuz                 |
| 1997 | Kholefy El Sayed            |                            |                             |
| 1998 | Erdinç Doğan                | Igor Bonciucov             |                             |
| 1999 | Erdinç Doğan                | Georgi Koev                | Ahmed Mohamed Khaled        |
| 2000 | Serguei Lavrenenko          | Vadim Kràvtxenko           | Hassan Maleki               |
| 2001 | Mert Mutlu                  | Ghader Mizbani Iranagh     | Serguei Lavrenenko          |
| 2002 | Ghader Mizbani Iranagh      | Daniel Bogomilov Petrov    | Michael Haas                |
| 2003 | Mert Mutlu                  | Ghader Mizbani Iranagh     | Mohamed Abdel Aziz          |
| 2004 | Ahad Kazemi                 | Hossein Askari             | Svetoslav Tchanliev         |
| 2005 | Svetoslav Tchanliev         | Martin Prázdnovský         | Evgeniy Gerganov            |
| 2006 | Ghader Mizbani Iranagh      | Hossein Askari             | Igor Pugaci                 |
| 2007 | Ivailo Gabrovski            | Ján Šipeky                 | Hossein Askari              |
| 2008 | David García Dapena         | José Alberto Benítez Román | Pieter Jacobs               |
| 2009 | Daryl Impey                 | Davide Malacarne           | David García Dapena         |
| 2010 | Giovanni Visconti           | Tejay van Garderen         | David Moncoutié             |
| 2011 | Aleksandr Iefimkin          | Andrei Zeits               | Thibaut Pinot               |
| 2012 | Aleksandr Diatxenko         | Daniel Andonov Petrov      | Adrián Palomares Villaplana |
| 2013 | Natnael Berhane             | Yoann Bagot                | Maxime Méderel              |
| 2014 | Adam Yates                  | Rein Taaramäe              | Romain Hardy                |
| 2015 | Kristijan Đurasek           | Eduardo Sepúlveda          | Jay McCarthy                |
| 2016 | José Gonçalves Maciel       | David Arroyo Durán         | Nikita Stalnow              |
| 2017 | Diego Ulissi                | Jesper Hansen              | Fausto Masnada              |
| 2018 | Eduard Prades i Reverter    | Aleksei Lutsenko           | Nathan Haas                 |
| 2019 | Felix Großschartner         | Valerio Conti              | Merhawi Kudus               |
| 2021 | José Manuel Díaz Gallego    | Jay Vine                   | Eduardo Sepúlveda           |
| 2022 | Patrick Bevin               | Jay Vine                   | Eduardo Sepúlveda           |
| 2023 | Aleksei Lutsenko            | Ben Zwiehoff               | Harold Tejada               |
| 2024 | Frank van den Broek         | Merhawi Kudus              | Paul Double                 |
| 2025 | Wout Poels                  | Harold Martín López        | Juan Guillermo Martínez     |